# Tomáš Oravec
Tomáš Oravec (* 3. srpna 1980, Košice, Československo) je slovenský fotbalový útočník, který od roku 2013 působí v rakouském týmu SC Marchtrenk.
Mimo Slovensko působil v ČR, Rakousku, Řecku, Portugalsku, Rumunsku, Číně a na Kypru.

## Klubová kariéra
Je odchovancem klubu FC Košice. Do Artmedie přišel v sezóně 2006/07 z portugalského klubu Boavista FC. V ročníku 2006/07 se stal se 16 góly králem ligových střelců v Corgoň lize.
Na Slovensku působil v dresu Ružomberku, zmíněné Artmedie, Žiliny a Trnavy. Hrál i v české, rakouské, řecké, portugalské a čínské lize. V srpnu 2012 se stal hráčem kyperského klubu Enosis Neon Paralimni.

## Reprezentační kariéra
Ve slovenské reprezentaci (A-mužstvo) odehrál 9 zápasů a vstřelil tři branky.

### Reprezentační zápasy a góly
Zápasy Tomáše Oravce za A-mužstvo Slovenska 
| Rok    | Zápasy | Góly |
| ------ | ------ | ---- |
| 2001   | 4      | 3    |
| 2002   | 0      | 0    |
| 2003   | 3      | 0    |
| 2004   | 0      | 0    |
| 2005   | 0      | 0    |
| 2006   | 0      | 0    |
| 2007   | 1      | 0    |
| 2008   | 0      | 0    |
| 2009   | 0      | 0    |
| 2010   | 1      | 0    |
| Celkem | 9      | 3    |

Góly Tomáše Oravce za A-mužstvo Slovenska
| Gól | Datum       | Stadion                            | Soupeř    | Skóre (min.) | Výsledek | Soutěž                 |
| --- | ----------- | ---------------------------------- | --------- | ------------ | -------- | ---------------------- |
| 010 | 15. 8. 2001 | Bratislava                         | Írán      | 01:? 0(18.)  | 3:4      | přátelské utkání       |
| 02  | 15. 8. 2001 | Bratislava                         | Írán      | 02:? 0(19.)  | 3:4      | přátelské utkání       |
| 03  | 7. 10. 2001 | Philip II Arena, Skopje, Makedonie | Makedonie | 00:5 0(89.)  | 0:5      | kvalifikace na MS 2002 |

## Úspěchy
- 3. místo v české lize a účast v Poháru UEFA